# Selecció d'handbol d'Espanya
La Selecció d'handbol d'Espanya és l'equip format per jugadors d'handbol de nacionalitat espanyola que representa a la Real Federación Española de Balonmano a les competicions oficials organitzades per la Federació Internacional d'Handbol, la Federació Europea d'Handbol (EHF) o el Comitè Olímpic Internacional (COI).

## Resultats

### Jocs Olímpics
- Berlín 1936: No participà
- Muníc 1972: 15è
- Mont-real 1976: No participà
- Moscou 1980: 5è
- Los Angeles 1984: 8è
- Seül 1988: 9è
- Barcelona 1992: 5è
- Atlanta 1996: 3r
- Sydney 2000: 3r
- Atenes 2004: 7è
- Beijing 2008: 3r
- Londres 2012: 7è
- Rio 2016: No participà
- Tòquio 2020: 3r

### Campionat del Món
- Alemanya 1938: No participà
- Suècia 1954: No participà
- RDA 1958: 9è
- RFA 1961: No participà
- Txecoslovàquia 1964: No participà
- Suècia 1967: No participà
- França 1970: No participà
- RDA 1974: 13è
- Dinamarca 1978: 10è
- RFA 1982: 8è
- Suïssa 1986: 5è
- Txecoslovàquia 1990: 5è
- Suècia 1993: 5è
- Islàndia 1995: 11è
- Japó 1997: 7è
- Egipte 1999: 4t
- França 2001: 5è
- Portugal 2003: 4t
- Tunísia 2005: 1r
- Alemanya 2007: 7è
- Croàcia 2009: 13è
- Suècia 2011: 3r
- Espanya 2013: 1r
- Qatar 2015: 4t
- França 2017: 5è
- Dinamarca/Alemanya 2019: 7è
- Egipte 2021: 3r
- Polònia/Suècia 2023: 3r

### Campionat d'Europa
- Portugal 1994: 5è
- Espanya 1996: 2n
- Itàlia 1998: 2n
- Croàcia 2000: 3r
- Suècia 2002: 7è
- Eslovènia 2004: 10è
- Suïssa 2006: 2n
- Noruega 2008: 9è
- Àustria 2010: 6è
- Sèrbia 2012: 4t
- Dinamarca 2014: 3r
- Polònia 2016: 2n
- Croàcia 2018: 1r
- Àustria/Noruega/Suècia 2020: 1r
- Hongria/Eslovàquia 2022: 2n

## Jugadors

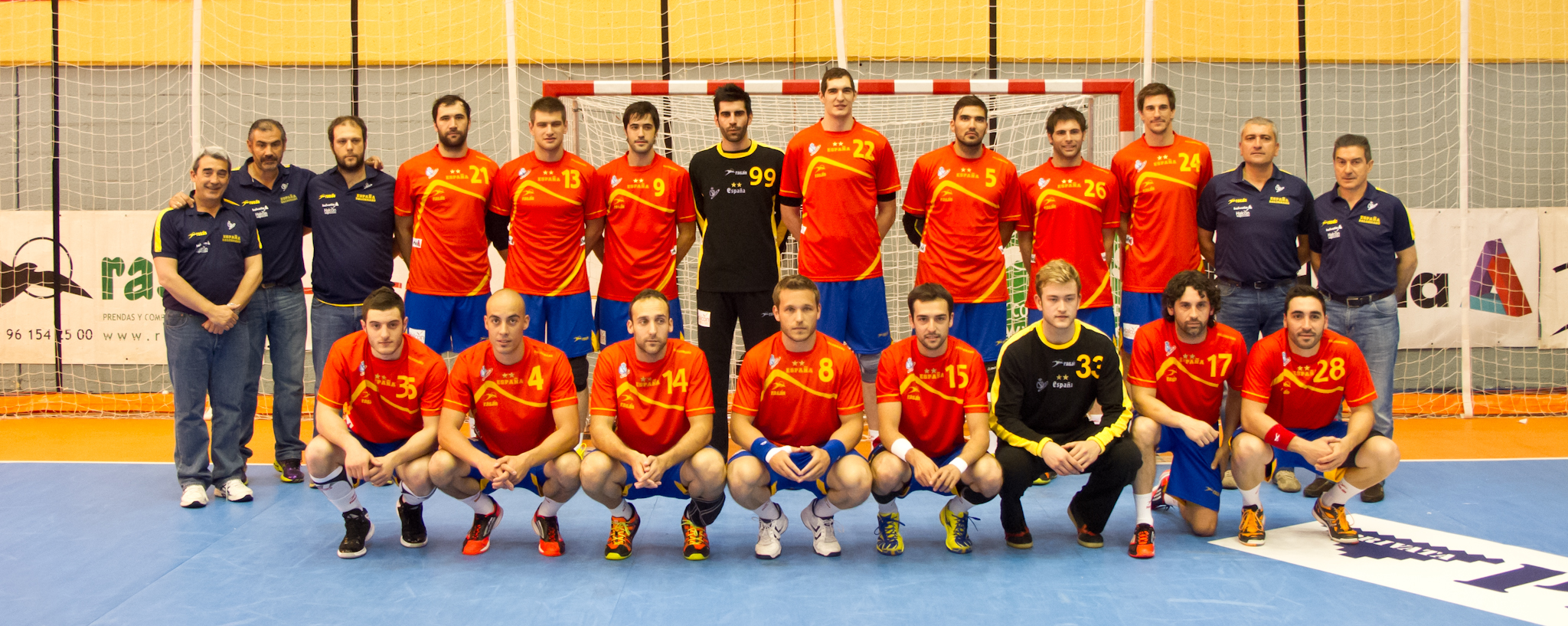
Selecció d'handbol d'Espanya en 2013

### Més partits
| #  | Nom                       | Partits |
| -- | ------------------------- | ------- |
| 1  | Raúl Entrerríos           | 294     |
| 2  | David Barrufet            | 280     |
| 3  | José Javier Hombrados     | 262     |
| 4  | Viran Morros              | 252     |
| 5  | Lorenzo Rico              | 245     |
| 6  | Juan Francisco Muñoz Melo | 243     |
| 7  | Alberto Entrerríos        | 240     |
| 8  | Mateo Garralda            | 233     |
| 9  | Eugeni Serrano            | 231     |
| 10 | Javier Cabanas            | 228     |

### Més gols
| #  | Nom                       | Gols |
| -- | ------------------------- | ---- |
| 1  | Juanín García             | 822  |
| 2  | Iker Romero               | 753  |
| 3  | Alberto Entrerríos        | 726  |
| 4  | Juan Francisco Muñoz Melo | 701  |
| 5  | Enric Masip               | 656  |
| 6  | Eugeni Serrano            | 622  |
| 7  | Mateo Garralda            | 593  |
| 8  | Albert Rocas              | 589  |
| 9  | Talant Dujshebaev         | 569  |
| 10 | Javier Cabanas            | 566  |